# SCANSCOT

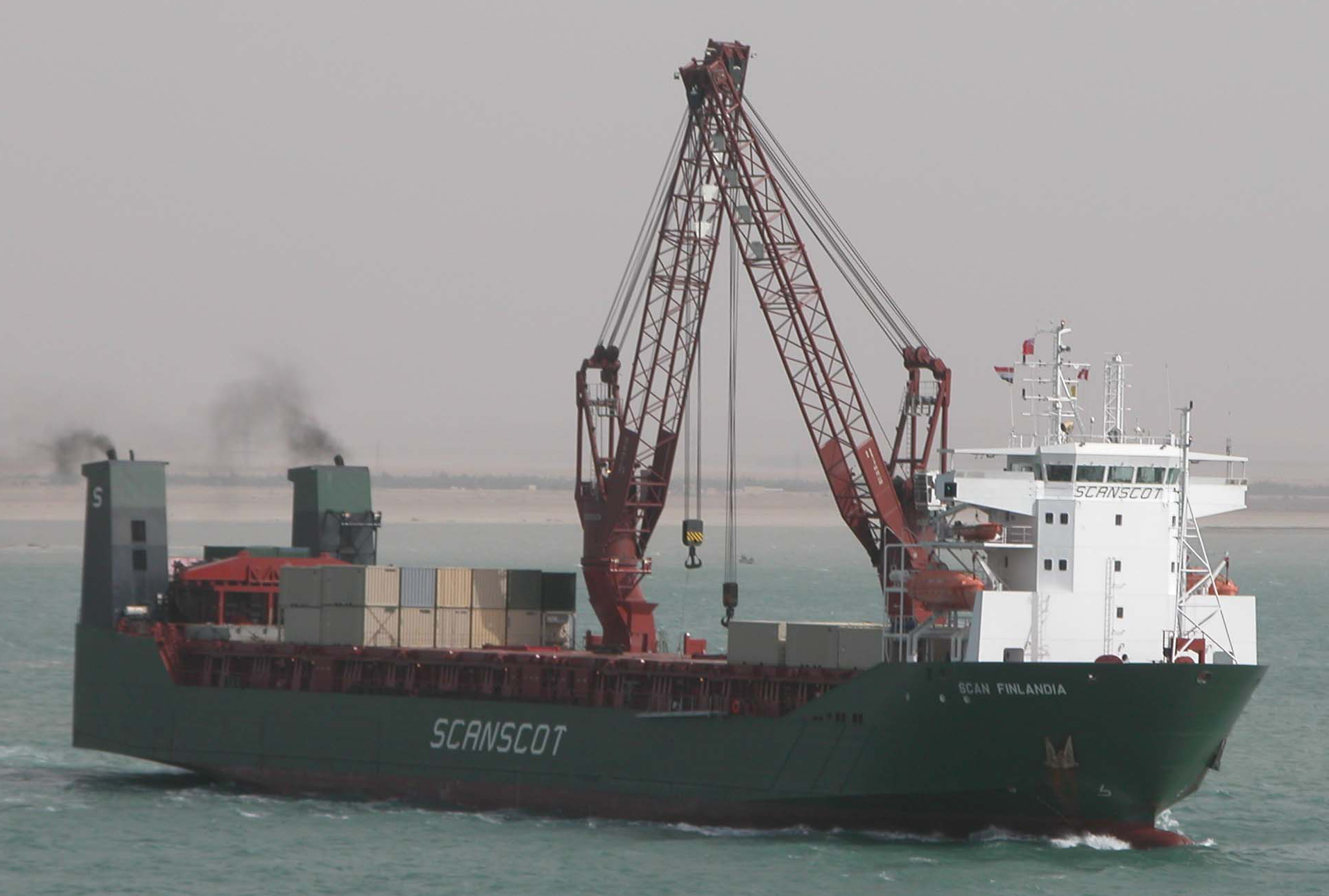
Scan Finlandia im Bittersee

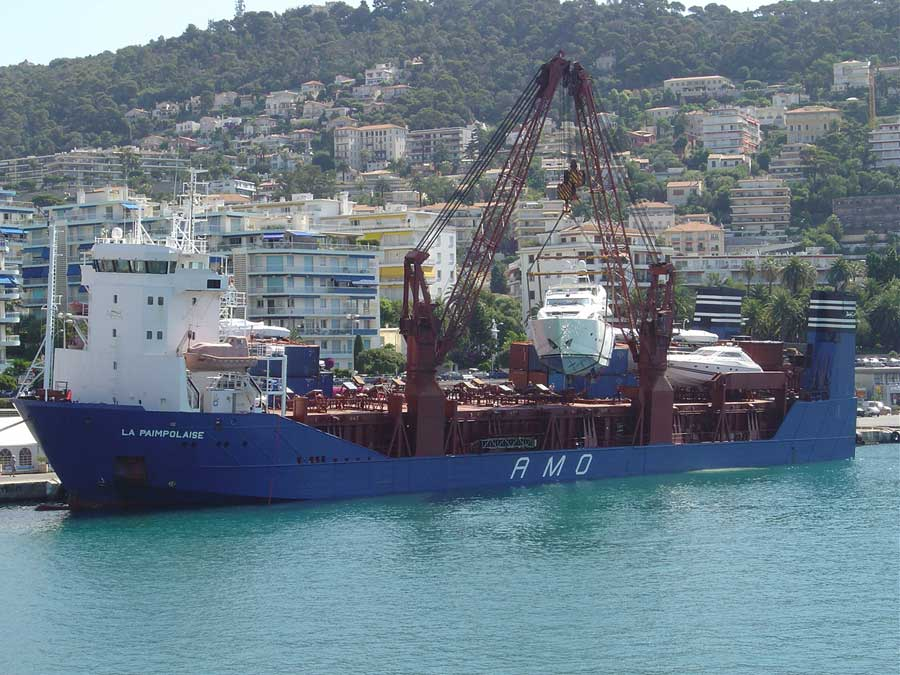
ex Scan Pacific jetzt Paimpol

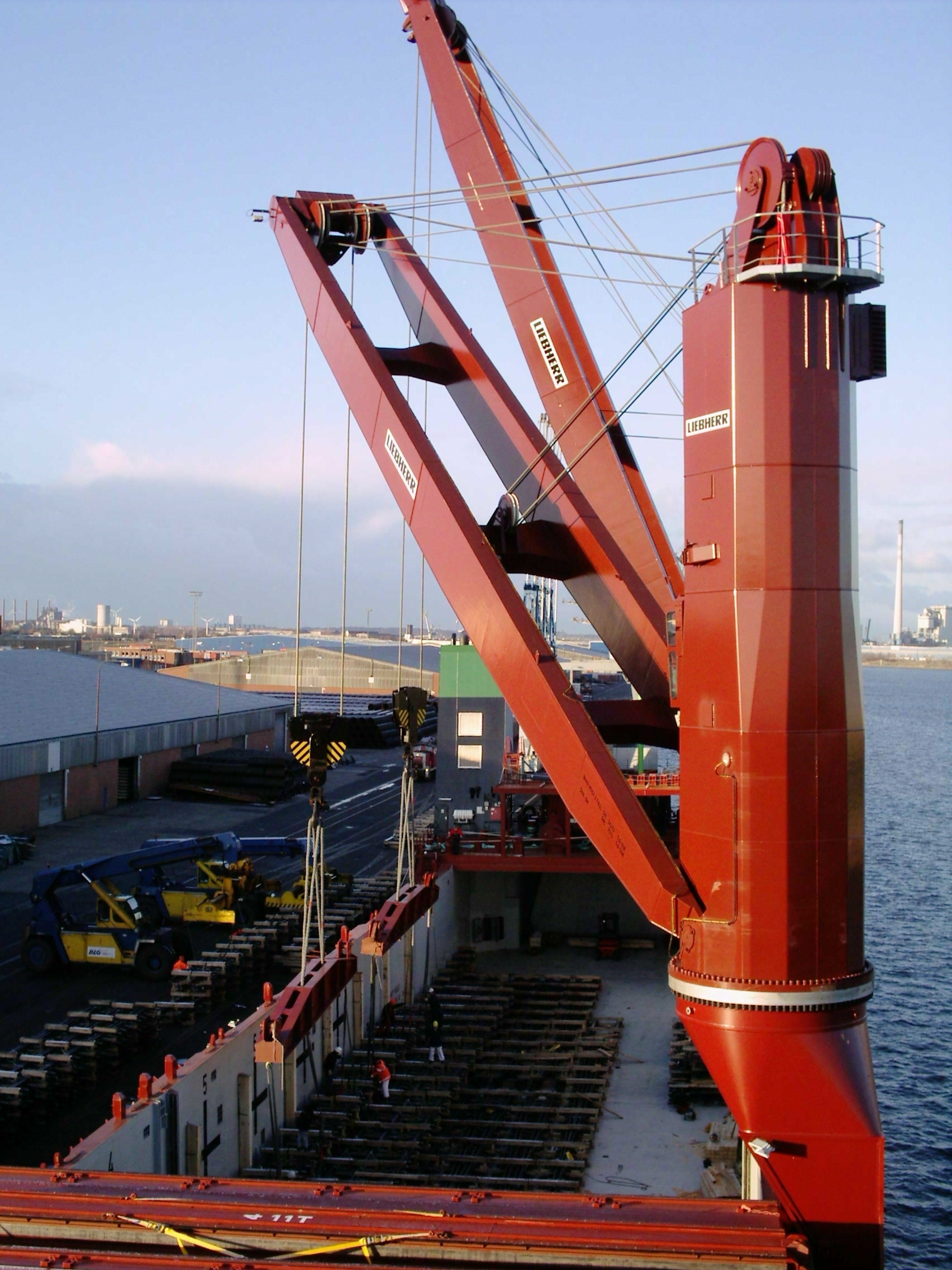
Blick auf Laderaum und Kräne der Scan Brasil

SCANSCOT Shipping Services (Deutschland) GmbH war eine deutsche Reederei, die von 1995 bis 2010 bestand und vor allem im Bereich Schwergutladungen tätig war. Sie verfügte zuletzt über eine Flotte aus sieben eigenen und zwei eingecharterten Mehrzweck-/Schwergutschiffen, wobei die zuletzt gebauten Schiffe über eine Hebefähigkeit von 700 t verfügten.

## Beschreibung
Die Reederei wurde 1995 als Tochter der finnischen Thominvest in Hamburg gegründet. Sie begann mit dem Bau von vier RoRo-/LoLo-Mehrzweckschwergutfrachtern, die bei der Peene-Werft in Wolgast gebaut wurden. Die Reederei hat bei den Werften der Hegemann-Gruppe im Laufe der Jahre 13 Schiffe dieses Typs bauen lassen. Neben eigenen Schiffen wurden auch immer wieder kurz- wie auch langfristig Schiffe eingechartert. Die Schiffe wurden in der Trampfahrt eingesetzt.

### Insolvenz
Nachdem nicht mehr die volle Tilgung für die erst kurz zuvor von der Peene-Werft abgelieferten Schiffe geleistet werden konnte und die KfW als finanzierende Bank einem Sanierungsplan nicht zustimmen wollte, musste die Reederei im Oktober 2010 Insolvenz anmelden. Im Zuge dieser wurde ein Schiff zwangsversteigert (Scan Brasil), vier Schiffe gingen an Brise Schiffahrt in Hamburg. Die beiden Neubauten wurden in Singapur arrestiert, ihr Schicksal ist ungewiss.

## Die Schiffe
Alle Schiffe, bis auf ein angekauftes, wurden auf den Werften der Hegemann-Gruppe gebaut (Peene-Werft und Rolandwerft). Als RoRo-/LoLo-Schiffe können sie sowohl Ladung mithilfe der Kräne übernehmen wie auch über eine achtern installierte Heckrampe. Die Schiffe haben sowohl als Wetterdecks als auch Zwischendecksdeckel Pontonlukendeckel.
Das erste Schiff Scan Polaris erhielt ebenso wie die drei folgenden zwei 100-t-Kräne. Alle Schiffe der Reederei erhielten Kräne von Liebherr. Die zwei nachfolgenden, 26 Meter längeren Schiffe (Scan Arctic und Scan Bothnia), erhielten ebenfalls zwei 100-t-Kräne. Die vier darauf folgenden Schiffe erhielten 150-t-Kräne. Das letzte Schiff, die Scan Brasil erhielt 240-t-Kräne.
Im Jahre 2007 wurden bei den Hegemann-Werften vier Schiffe bestellt, für zwei weitere bestanden Optionen. Diese Schiffe stellen eine Weiterentwicklung zu den davor gebauten dar. Sie sind 141 statt 126 Meter lang und verfügen über zwei 350-t-Kräne. Diese Kräne können als Besonderheit auch aufgetoppt gefahren werden. Das hat den Vorteil, dass auch überbreite Ladung transportiert werden kann. Sie verfügen auch über ein dreifach höhenverstellbares Zwischendeck, was bei den Vorgängerbauten nicht der Fall war.
Im Zuge der Wirtschaftskrise wurden anstelle der bestellten vier nur zwei Schiffe dieses Typs gebaut. Das letzte wurde im Juni 2010 abgeliefert.

### Antrieb
Alle Schiffe erhielten Hauptmaschinen von MAN B&W bzw. MAN Diesel SE. Wegen der Heckrampe musste der Maschinenraum niedrig gehalten werden. Daher kamen anstatt Reihenmaschinen V-Maschinen zum Einsatz. Bei den Schiffen Scan Polaris bis Scan Brasil ist das die MAN B+W 12 V 32/40 mit einer Leistung von 5760 kW. Die Scan Britania und Scan Espana erhielten die MAN 16 V 32/40 mit einer Leistung von 7680 kW. Alle Hauptmaschinen werden mit Schweröl betrieben, die Hilfsdiesel mit Gasöl. Auf See erfolgt die Stromversorgung der Schiffe durch einen Wellengenerator.

### Technische Daten
| Typschiff                                                        | Scan Polaris                                        | Scan Arctic                        | Scan Atlantic                                         | Scan Brasil                        | Scan Britania                      |
| ---------------------------------------------------------------- | --------------------------------------------------- | ---------------------------------- | ----------------------------------------------------- | ---------------------------------- | ---------------------------------- |
| Schiffe                                                          | Scan Polaris Scan Pacific Scan Oceanic Scan Partner | Scan Arctic Scan Bothnia           | Scan Atlantic Scan Hansa Scan Germania Scan Finlandia | Scan Brasil                        | Scan Britania Scan Espana          |
| Davon zum Zeitpunkt der Insolvenz noch für die Reederei in Fahrt | Scan Oceanic                                        |                                    | Scan Atlantic Scan Hansa                              | Scan Brasil                        | Scan Britania Scan Espana          |
| Länge ü.a.                                                       | 100,90 m                                            | 126,84 m                           | 126,84 m                                              | 126,84 m                           | 141,60 m                           |
| Breite                                                           | 18,60 m                                             | 20,40 m                            | 20,40 m                                               | 20,19 m                            | 20,19 m                            |
| Tiefgang                                                         | max. 6,62 m                                         | max. 6,65 m                        | max. 6,65 m                                           | max. 6,65 m                        | 7,20 m                             |
| Vermessung (BRZ/NRZ)                                             | 5760/2579                                           | 8831/2793                          | 8831/2793                                             | 8831/2793                          | 12679/3804                         |
| Tragfähigkeit (Dwt)                                              | 5100                                                | 7200                               | 7200                                                  | 6700                               | 9500                               |
| Geschwindigkeit                                                  | ca. 14,5 kn                                         | ca. 14,5 kn                        | ca. 14,5 kn                                           | ca. 14,5 kn                        | ca. 16,5 kn                        |
| Flagge                                                           | Isle of Man                                         | Isle of Man                        | Isle of Man                                           | Deutschland                        | Isle of Man                        |
| Heimathafen                                                      | Douglas                                             | Douglas                            | Douglas                                               | Wolgast                            | Douglas                            |
| Baujahr                                                          | 1996–1997                                           | 1998                               | 1999–2000                                             | 2003                               | 2009–2010                          |
| Bauwerft                                                         | Peene-Werft, Wolgast                                | Peene-Werft, Wolgast               | Peene-Werft, Wolgast                                  | Rolandwerft, Berne                 | Peene-Werft, Wolgast               |
| Eisklasse                                                        | E1                                                  | E3                                 | E3                                                    | E3                                 | E3                                 |
| Container im Raum (in TEU)                                       | 210                                                 | 250                                | 250                                                   | 262                                | 338                                |
| Container an Deck (in TEU)                                       | 291                                                 | 373                                | 373                                                   | 379                                | 453                                |
| Abmessungen Heckrampe (B × H)                                    | 10 × 5,60 m                                         | 10 × 6 m                           | 10 × 6 m                                              | 10 × 6 m                           | 10 × 6 m                           |
| Heckrampe belastbar bis                                          | 350 t                                               | 350 t                              | 350 t                                                 | 350 t                              | 350 t                              |
| Kran Kapazität (SWL) (alle Kräne an Backbordseite)               | max. 100 t (kombiniert max. 200 t)                  | max. 100 t (kombiniert max. 200 t) | max. 150 t (kombiniert max. 300 t)                    | max. 240 t (kombiniert max. 480 t) | max. 350 t (kombiniert max. 700 t) |

### Verbleib der Schiffe
Nach dem Insolvenzverfahren laut:

#### Scan-Polaris-Typ
- Scan Polaris wurde 2007 nach Griechenland verkauft und als OXL Blue Sea betrieben. In den Folgejahren wurde das Schiff mehrfach umbenannt und 2014 verschrottet.
- Scan Partner und Scan Pacific gehört Harren & Partner und wurden von diesen im Jahre 2000 in ihr Joint Venture Combilift mit J. Poulsen Shipping eingebracht.
- Das Management der Scan Oceanic ging nach der Insolvenz Scanscots an die Hamburger Reederei Brise Schiffahrt. 2012 wurde das Schiff verkauft und in den Viehtransporter Diamantina umgebaut.

#### Scan ArcticundScan Bothnia
- Das Management der beiden Schiffe ging 2006 an das Komrowski Befrachtungskontor. Die Schiffe fuhren zunächst bei BBC Chartering in Charter. 2012 übernahm Zeaborn das Management der Schiffe. Die Schiffe sind seit 2020 als Angara bzw. 2018 als Adler unter russischer Flagge in Fahrt.

#### Scan-Atlantic-Typ
- Das Management von Scan Atlantic und Scan Hansa ging nach der Insolvenz Scanscots an Brise Schiffahrt. Die Scan Atlantic an die Hanse Capital Gruppe veräußert. Neue Namen des Schiffes wurde HC Rubina. Das Schiff ist mittlerweile anderweitig in Fahrt.
- Das Management von Scan Germania und Scan Finlandia ging 2006 an das Komrowski Befrachtungskontor. Die Schiffe fuhren in Charter von BBC Chartering. 2012 übernahm Zeaborn das Management der Schiffe. Seit 2021 fahren die Schiffe für russische Reedereien unter russischer Flagge.

#### Scan Brasil
- Im Dezember 2010 wurde das Schiff in Durban zwangsversteigert und ging an die Hanse Capital Gruppe in Hamburg. Neuer Name wurde HC Paulina. Seit 2016 fährt das Schiff unter dem Namen Sparta.

#### Scan-Britania-Typ
- Die beiden Schiffe des Scan-Britania-Typs wurden von der Reederei Harren & Partner bei Versteigerungen erworben und in das Joint Venture Combi Lift der Reedereien J. Poulsen Shipping und Harren & Partner eingebracht.[3] Die ehemalige Scan Britania, seit 2021 als Ursa Major in Fahrt, sank Medienberichten zufolge am 23. Dezember 2024 nach einer Explosion im Maschinenraum im westlichen Mittelmeer.[4]

### Havarie derNordlandim Jahr 2000
Am 29. August 2000 havarierte das Mehrzweckschiff Nordland, das die Reederei Ende der 1990er Jahre gebraucht erworben hatte, vor der griechischen Insel Kythira.